# Едуард Нечей
Едуард Нечей (на словашки: Eduard Nécsey) е словашки римокатолически духовник, титулярен велички епископ, апостолически администратор на Нитранската епархия в Чехословашката социалистическа република от 1949 до 1968 година.

## Биография
Роден е на 9 февруари 1892 година в Ослани край словенското градче Ормож в Кралство Унгария на Австро-унгарската империя. Учи в университета в Инсбрук, от който получава докторска степен по богословие. На 30 юни 1915 година, по време на Първата световна война, в Инсбрук е ръкоположен за свещеник. Преподава в Нитранската семинария различни дисциплини, включително накрая и догматика. Служи като секретар на нитранския епископ Карол Кметко, като началник на епископската канцелария в Нитра и каноник.
На 12 март 1943 година, по време на Първата словашка република, е ръкоположен за титулярен велички епископ и е назначен за викарий на Нитранската епархия. Ръкоположен е за епископ на 16 май 1943 година от епископ Карол Кметко в съслужение с титулярния скироски епископ Андрей Шкрабик и титулярния конейски епископ Михал Бузалка.
През януари 1949 година, след смъртта на архиепископ Карол Кметко, папа Пий XII го назначава за апостолически администратор на Нитранската епархия, тъй като политическото положение в контролираната от комунистите след преврата от 1948 година Чехословакия не позволява назначаването му като нитрански епископ. Поради ненамесата му в политически въпроси и неконфликтния му характер, първоначално комунистическата власт смята, че епископът няма да се противопоставя на антирелигиозните ѝ политики. Епископ Едуард Нечей обаче с доброто си образование и твърди убеждение показва безкомпромисност по отношение на ограниченията на религиозната свобода. Епископ Нечей Велички е предимно под домашен арест, домът му се подслушва, а цялата кореспонденция контролира от властта, която се опитва да настрои вярващите против епископите. През последните години на живота си е и интерниран, като властта не му позволява да посети дори умиращата си майка.
На 16 май 1968 година папата повишава титлата му на велички архиепископ.
Архиепископ Едуард Велички умира на 19 юни 1968 година в Нитра.